# Psion Organiser II
Psion Organiser II (Organiser II) је био џепни рачунар фирме PSION који је почео да се производи у Уједињеном Краљевству током 1986. године.
Користио је HD6303X микропроцесорску јединицу а RAM меморија рачунара је имала капацитет од CM: 8 KB, XP: 16 KB, LA/LZ: 32 KB, LZ64: 64 KB.

## Детаљни подаци
Детаљнији подаци о рачунару Organiser II су дати у табели испод.
|                       |                                                                 |
| [ 1 ]                 |                                                                 |
| Произвођач            |                                                                 |
| Тип                   | џепни рачунар                                                   |
| Меморија              |                                                                 |
| Поријекло             | Уједињено Краљевство                                            |
| Година                | 1986                                                            |
| Тастатура             | 36-тастера                                                      |
| Процесор              |                                                                 |
| Фреквенција процесора | 0,92                                                            |
| RAM                   |                                                                 |
| ROM                   | CM/XP/LA: 32 KB, LZ/LZ64: 64 KB                                 |
| Текст                 | CM/XP/LA: 2 линија x 16 знакова, LZ/LZ64: 4 линија x 20 знакова |
| Графика               |                                                                 |
| Боја                  | црно/бијело, монитор са текућим кристалом                       |
| Звук                  | Buzzer                                                          |
| Димензије             | 142 (дубина) x 78 (ширина) x 29 (висина) / 250 g                |
| Портови               |                                                                 |
| Оперативни систем     |                                                                 |